# Liste der Kulturdenkmäler in Bruchertseifen
In der Liste der Kulturdenkmäler in Bruchertseifen sind alle Kulturdenkmäler der rheinland-pfälzischen Gemeinde Bruchertseifen aufgelistet. Grundlage ist die Denkmalliste des Landes Rheinland-Pfalz (Stand: 4. Mai 2023).

## Einzeldenkmäler
| Bezeichnung | Lage                            | Baujahr | Beschreibung                                                                         | Bild |
| ----------- | ------------------------------- | ------- | ------------------------------------------------------------------------------------ | ---- |
| Hofanlage   | Haderschen, Hümerichsweg 8 Lage | 1860    | Hofanlage; Fachwerkhaus, bezeichnet 1860, Stall und Scheune massiv oder verschiefert | BW   |